# Conrad Alexander Fabritius de Tengnagel (stiftamtmand)
 Der er flere personer med dette navn, se Conrad Alexander Fabritius de Tengnagel.
Conrad Alexander Fabritius de Tengnagel (født 8. december 1836 i København, død 15. august 1926 i Sorø) var en dansk kammerherre og stiftamtmand.
Han var søn af bogtrykker Ludvig Fabritius de Tengnagel og hustru Sophie f. Trolle, blev student fra Roskilde Katedralskole 1855, cand.jur. 1864, assistent i Indenrigsministeriet 1870, fuldmægtig 1879, amtmand over Thisted Amt 1885-90 og stiftamtmand over Lolland-Falster Stift 1890-1903, formand i Administrationskommissionen for Grevskabet Knuthenborg 1890-1907 og Kommandør af 1. grad af Dannebrog og Dannebrogsmand.
Gift med Vilhelmine f. Sarauw.
| Efterfulgte: Iver Emil Hermann William Unsgaard | Amtmand over Thisted Amt 1885 - 1890                 | Efterfulgtes af: Vilhelm Peter Schulin |
| Efterfulgte: Iver Emil Hermann William Unsgaard | Stiftamtmand over Lolland-Falsters Stift 1890 - 1903 | Efterfulgtes af: G.H.V. Feddersen      |
| Efterfulgte: Iver Emil Hermann William Unsgaard | Amtmand over Maribo Amt 1890 - 1903                  | Efterfulgtes af: G.H.V. Feddersen      |